# Vărli Dol, Smolean
Vărli Dol (în bulgară Върли Дол) este un sat în comuna Nedelino, regiunea Smolean,  Bulgaria. 

## Demografie
Componența etnică a satului Vărli Dol
     Bulgari (99,36%)
     Nicio identificare (0,63%)
     Altele (0%)
La recensământul din 2011, populația satului Vărli Dol era de 158 locuitori. Din punct de vedere etnic, majoritatea locuitorilor (99,36%) erau bulgari. Pentru 0,63% din locuitori nu este cunoscută apartenența etnică.